# Concert per a piano núm. 3 (Bartók)
El Concert per a piano núm. 3 en mi major, Sz. 119, va ser escrit per Béla Bartók el 1945 mentre el compositor vivia exiliat als Estats Units i patia una fase terminal de leucèmia. Va ser interpretat per primera vegada el 8 de febrer de 1946, per György Sándor i l'Orquestra de Filadèlfia, dirigida per Eugene Ormandy.
Obra pòstuma i escrita mentre estava lluitant contra les últimes etapes de la leucèmia, Bartók també va lluitar per completar el seu Tercer Concert per a piano. No conté les exigències tècniques i conceptuals dels dos anteriors i s'aventura per a un alliberament formal i estilístic que el situa com una de les composicions més líriques i personals de l'autor.
Bartók va voler dedicar el concert a la seva esposa Ditta Pásztory-Bartók, una talentosa pianista. En morir Bartók el 26 de setembre d'aquest any, el tercer i últim moviment del concert va quedar inacabat. El seu alumne, Tibor Serly, va ser el responsable de completar els últims 17 compassos.
El concert es compon de tres moviments i s'aparta notablement d'obres anteriors de l'autor en la mesura en què conté nombrosos temes tonals i una manca en bona part dels trets de color ombrívol i complexitat rítmica característics de composicions prèvies. D'altra banda, la part solista és de menor virtuosisme que en els dos primers concerts. La recepció crítica va ser poc favorable, precisament per les característiques assenyalades.
L'Acompanyament orquestral es compon de cordes, dues flautes (la segona toca també el flautí), dos oboès (el segon toca també el corn anglès), dos clarinets (el segon toca també el clarinet baix), dos fagots, quatre trompes, dues trompetes, dos trombons, una tuba, timbals i percussió (que inclou un xilòfon i un tam-tam).

## Moviments
Els tres moviments del concert amb una durada total d'uns 25 minuts són:
- Allegretto
- Adagio religioso
- Allegro vivace